# Труфинешти (Олт)
Труфинешти (рум. Trufinești) насеље је у Румунији у округу Олт у општини Поткоава. Oпштина се налази на надморској висини од 190 m.

## Становништво
Према подацима из 2002. године у насељу је живело 241 становника, од којих су сви румунске националности.